# Lachnoptera androchroma
Lachnoptera androchroma är en fjärilsart som beskrevs av Felix Bryk 1913. Lachnoptera androchroma ingår i släktet Lachnoptera och familjen praktfjärilar. Inga underarter finns listade i Catalogue of Life.